# Kawai Suimei
Kawai Suimei (japanisch 河井 醉茗; geboren 7. Mai 1874 in Sakai (Präfektur Osaka); gestorben 17. Januar 1965 in Tokio) war ein japanischer Dichter.

## Leben und Wirken
Kawai Suimei brach seine Schulausbildung an der „Tōkyō semmon gakkō“ (東京専門学校) und setzte sich schon in jungen Jahren mit der „Neuen Gedichtform“ (新体詩, Shintaishi) auseinander. Er veröffentlichte Gedichte in „Shōnen Bunko“ (少年文庫), einer Zeitschrift, die später einfach „Bunko“ genannt wurde. Ab 1897 leitete er auf Empfehlung eines Reporters der Zeitschrift die Gedichtabteilung und förderte viele neue Talente wie Kojima Usui (小島 烏水; 1873–1948) und Kitahara Hakushu.
1909 trennte Kawa sich vom Bunko und gründete die „Poetry Company“ (詩草社) und begann das Magazin „Shijin“ (詩人) – „Der Poet“ herauszugeben, um die Bewegung, freien Verse umgangssprachlich zu formulieren, voranzubringen. 1913 zog er sich aus der Herausgebergruppe der Zeitschrift „Joshi bundan“ (女子文壇) – „Literaturbühne der Frau“, der er bis dahin vorstand, zurück und schloss sich „Fujin no Tomosha“ (婦人之友社) – „Gesellschaft der Freunde der Frau“ an. 1923 beendete er seine Mitarbeit. 1930 gründete er die „Josei-jidai-sha“ (女性時代社), die später „Tōkage shisha“ (塔影詩社) hieß. Damit wollte er sie Ausbildungsanleitung von Dichterinnen fördern. Seit 1937 war er Mitglied der Akademie der Künste.
Zu Kawais Gedichtsammlungen gehören „Mu tsuruyumi“ (無弦弓), „Tōkage“ (塔影),  „Hana chinshō“ (花鎮抄). Er verfasste „Meiji daihyō shijin“ (明治代表詩人), eine Vorstellung der wichtigsten Dichter der Meiji-Zeit.